# Burgstall Altenburg (Gestratz)
Der Burgstall Altenburg ist eine abgegangene mittelalterliche Höhenburg nördlich von dem Weiler Altenburg, einem heutigen Ortsteil der Gemeinde Gestratz im Landkreis Lindau (Bodensee) in Bayern.
Nach der Geschichte Altenburgs sollen die Herren von Zwirkenberg auf dem am nördlichen Ende der Ortsbebauung gelegenen Burgstall gesessen haben.
Es wird angenommen, dass es sich bei der Anlage um die alte Burg Zwirkenberg handelt, die jedoch früh aufgegeben wurde. Ein sichelförmiger Halsgraben samt Vorwall sicherte den Zugang zur Burg. Ihr Turm soll eine Grundfläche von 18 mal 20 Metern eingenommen haben.
Die Burgstelle ist als Bodendenkmal (D-7-8325-0027) gelistet.
Von der ehemaligen Burganlage zeugt heute noch ein Gedenkstein von 1935 (D-7-76-112-11).